# Château Talbot
Koordinaten: 45° 9′ 34,2″ N, 0° 45′ 22,8″ W

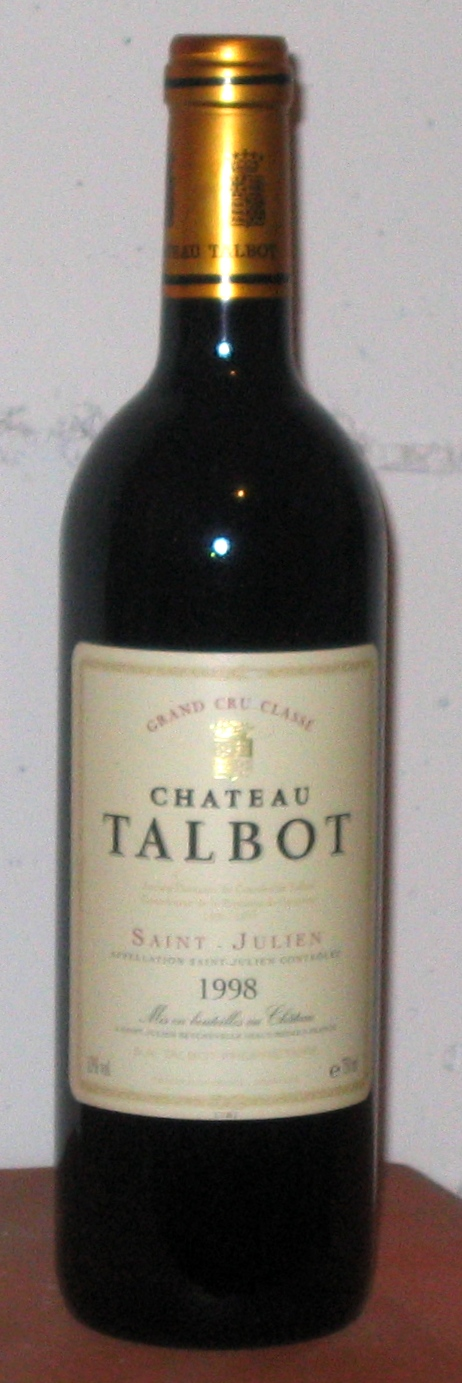
Weinflasche von Château Talbot, Jahrgang 1996

Das Château Talbot ist ein französisches Weingut in Weinbaugebiet von Bordeaux. Seit der Klassifikation von 1855 ist das Weingut als Quatrième Grand Cru Classé eingestuft (vierte Stufe der Klassifikation). Es liegt in der Appellation Saint-Julien. Das durchschnittliche Alter der Rebstöcke beträgt 30 Jahre. Das Gut erzeugt in mittleren Jahren ca. 300.000 Flaschen Wein.

## Geschichte
Der Ursprung des Namens Talbot ist nicht gesichert. Die eine Theorie besagt, dass er auf John Talbot, 1. Earl of Shrewsbury zurückgeht, der auch Connétable von Frankreich war. Sein Besitz lässt sich allerdings nicht nachweisen. Möglich ist aber auch eine zweite Deutung, die darauf verweist, dass Talabot ein gebräuchlicher französischer Eigenname sei. Damit wird im Dialekt des Medoc ein Stück Holz bezeichnet, das im Geschirr von Ochsen verwendet wurde, um sie zu langsamerer Gangart anzuhalten. Im 18. Jahrhundert wurde das Gut noch Talbot d’Aux genannt, was auf den Besitzer, den Marquis d’Aux de Lescout hindeutete. Im Jahr 1917 kaufte der Weinhändler Desiré Cordier, dem schon einige bekannte Güter in Bordeaux gehörten, das Weingut. Die Familie Cordier ist noch heute Eigner von Château Talbot. Seit 2011 wird es von Nancy Bignon-Cordier und ihrem Mann Jean-Paul Bignon betrieben.

## Lage
Talbots ungeteilte Lage der Domaine erstreckt sich auf den Kieskuppen im weiteren Ufergebiet der Gironde, die ab 1750 erstmals kultiviert wurden. Die 138 Hektar des Guts, wovon 107 Hektar mit Wein bestockt sind, befindet sich im nordwestlichen Ortsteil von Saint-Julien-Beychevelle, nördlich von Château Gruaud-Larose und nordöstlich von Château Lagrange. Auf der östlichen Seite, zur Gironde hin, befinden sich das Château Léoville-Barton. Talbot gehört zu den großen Weingütern des Bordeaux. 67 % der Fläche ist mit Cabernet Sauvignon, 27 % mit Merlot und 4 % mit Petit Verdot und 2 % mit Cabernet Franc bestockt. 5 Hektar sind für Weißwein reserviert.

## Der Wein
Das durchschnittliche Rebenalter beträgt 30 Jahre. Nach Handlese, zweimaliger Sortierung und Entrappung wird in 15 bis 21 Tagen in temperaturgeregelten Edelstahltanks und Holzfässern vinifiziert. Nach der Assemblage kommt der Wein 18 Monate in bis zu 40 % neue Eichenfässer. Es findet eine schonende Filtration, jedoch keine Schönung statt. Unter den Jahrgängen von Talbot ragen die Rotweine von 2010 (94 PP), 1986 (96 PP) und 1982 (95 PP) hervor. Jedoch sind alle Weine aus den bekannt guten Bordeaux-Jahren auch auf Talbot sehr gut herausgekommen (z. B. 2014, 2012, 2005, 2000, 1996, 1990, 1986).
Der Zweitwein von Château Talbot heißt Connétable de Talbot und stammt von jüngeren Reben verschiedener Lagen. Aus den Rebsorten Sauvignon Blanc (84 %) und Sémillon (16 %) wird ein Weißwein mit dem Namen Caillou Blanc du Château Talbot erzeugt.